# 第47集団軍
第47集団軍（第47集团军）とは、中国人民解放軍陸軍の軍級部隊。乙類集団軍。蘭州軍区に所属する。西北部の防衛・治安維持を担当する。

## 歴史
第47集団軍の前身は、彭徳懐、黄公略が平江起義時に組織した紅5軍の一部であり、後に紅8軍に発展した。長征中、紅6軍団に改編され、肖克が軍団長に、王震が政治委員に任命された。
1951年、第47軍は朝鮮戦争に参加し、後方の道路・橋梁の復旧を担当した。帰国後、創設地の湖南に駐屯したが、武漢軍区の廃止後、西北部に移転した。1980年代の軍縮中、乙類集団軍とされた。
第47軍出身者で高位に登る者は多く、例えば、総後勤部長王克、中央軍事委員会副主席郭伯雄は、かつて第47軍軍長を務めた。

## 編制
軍部（司令部）は、陝西省臨潼にあるとされている。
- 第139機械化歩兵旅団（陝西省渭南市）
- 第55自動車化歩兵旅団（陝西省銅川市耀州区）
- 第56自動車化歩兵旅団（甘粛省武威市）
- 第9装甲旅団
- 第6砲兵旅団
- 高射砲旅団（西安市臨潼区）
- 通信連隊
- 工兵連隊
- 化学防護連隊

## 歴代軍長
| 職名 | 氏名   | 階級 | 在任期間               | 出身校 | 前職                   |
| ---- | ------ | ---- | ---------------------- | ------ | ---------------------- |
| 軍長 | 郭伯雄 | 少将 | 1990年6月 - 1993年12月 |        | 蘭州軍区副参謀長       |
| 軍長 | 常万全 | 少将 | 2000年10月 - 2002年1月 |        | 国防大学戦役教研室主任 |
| 軍長 | 彭勇   | 少将 |                        |        | 第21集団軍副軍長       |

| 職名     | 氏名   | 階級 | 在任期間 | 出身校 | 前職 |
| -------- | ------ | ---- | -------- | ------ | ---- |
| 政治委員 | 駱正平 | 少将 |          |        |      |